# Glasgow (Pensilvania)
Glasgow es un borough ubicado en el condado de Beaver en el estado estadounidense de Pensilvania. En el año 2000 tenía una población de 63 habitantes y una densidad poblacional de 300.5 personas por km².

## Geografía
Glasgow se encuentra ubicado en las coordenadas 40°38′42″N 80°30′31″O / 40.64500, -80.50861.

## Demografía
Según la Oficina del Censo en 2000 los ingresos medios por hogar en la localidad eran de $33,500 y los ingresos medios por familia eran $36,250. Los hombres tenían unos ingresos medios de $26,563 frente a los $15,625 para las mujeres. La renta per cápita para la localidad era de $17,989. Alrededor del 12.7% de la población estaba por debajo del umbral de pobreza.